# Jeffrey Vanderbeek
Jeffrey Vanderbeek (1958) è un dirigente sportivo statunitense, ex proprietario dei New Jersey Devils, una squadra di hockey su ghiaccio nella National Hockey League.
Vanderbeek, nativo del New Jersey e munito di abbonamento dagli anni 1980, è diventato un proprietario di minoranza quando Puck Holdings, un'affiliata di YankeeNets, ha comprato la squadra nel 2000. Nel 2004 Vanderbeek ha comprato una partecipazione di maggioranza da Puck Holdings e si è licenziato da Lehman Brothers per fare il proprietario a tempo pieno. Si è iscritto a Lehman Brothers dal 1984. È stato assegnato il nono rango dei dirigenti più pagati del 2002 da Business Week con un salario un eccesso a 29 milioni di dollari. Vanderbeek è stato un grande fautore della proposta Prudential Center, che aprirà nel 2007.
Il 15 agosto 2013 Vanderbeek ha ceduto la squadra, per la cifra di 320 milioni di dollari, a Joshua Harris.